# Sukanagara (Sukanagara)
Sukanagara is een bestuurslaag in het regentschap Cianjur van de provincie West-Java, Indonesië. Sukanagara telt 7090 inwoners (volkstelling 2010).